# Vinita
|  | Per a altres significats, vegeu «Vinita (desambiguació)». |

Vinita és una ciutat dels Estats Units a l'estat d'Oklahoma. Segons el cens del 2007 tenia 6.017 habitants.

## Demografia
Segons el cens del 2000, Vinita tenia 6.472 habitants, 2.381 habitatges, i 1.454 famílies. La densitat de població era de 574,4 habitants per km².
Dels 2.381 habitatges en un 28,9% hi vivien nens de menys de 18 anys, en un 44,9% hi vivien parelles casades, en un 12,9% dones solteres, i en un 38,9% no eren unitats familiars. En el 35,7% dels habitatges hi vivien persones soles el 19,2% de les quals corresponia a persones de 65 anys o més que vivien soles. El nombre mitjà de persones vivint en cada habitatge era de 2,29 i el nombre mitjà de persones que vivien en cada família era de 2,97.
Per edats la població es repartia de la següent manera: un 21,7% tenia menys de 18 anys, un 8% entre 18 i 24, un 30% entre 25 i 44, un 22,4% de 45 a 60 i un 17,9% 65 anys o més.
L'edat mediana era de 40 anys. Per cada 100 dones de 18 o més anys hi havia 103,5 homes.
La renda mediana per habitatge era de 27.511$ i la renda mediana per família de 33.461$. Els homes tenien una renda mediana de 26.263$ mentre que les dones 18.182$. La renda per capita de la població era de 13.980$. Entorn del 14,3% de les famílies i el 17,2% de la població estaven per davall del llindar de pobresa.

## Poblacions més properes
El següent diagrama mostra les poblacions més properes.